# Jonathan España
Jonathan Joan España Santiago (Ciudad Ojeda, Zulia, Venezuela; 13 de noviembre de 1988) es un futbolista venezolano que juega como defensa y actualmente se encuentra sin equipo.

## Trayectoria

### AEL Limassol FC
Luego de haber tenido una gran Copa Libertadores con Zamora FC. Firmó con AEL Limassiol FC de Chipre por 2 años con opción a renovar por un año más.

## Clubes
| Club               | País      | Año         | Partidos | Goles |
| ------------------ | --------- | ----------- | -------- | ----- |
| Trujillanos F.C.   | Venezuela | 2010 - 2012 | 31       | 1     |
| Zamora F.C.        | Venezuela | 2012 - 2014 | 54       | 2     |
| AEL Limassol FC    | Chipre    | 2014 - 2015 | 8        | 0     |
| Atlético Venezuela | Venezuela | 2016 - 2017 | 61       | 1     |
| Deportivo Táchira  | Venezuela | 2018        | 11       | 0     |

## Palmarés
| Título           | Club             | País      | Año     |
| ---------------- | ---------------- | --------- | ------- |
| Copa Venezuela   | Trujillanos F.C. | Venezuela | 2010    |
| Primera División | Zamora F.C.      | Venezuela | 2012/13 |
| Primera División | Zamora F.C.      | Venezuela | 2013/14 |